# 한국의 유대인
대한민국에 처음으로 상당한 규모의 유대인이 주둔한 것은 6.25 전쟁 당시로, 수백 명의 유대인 군인들이 한반도 전체를 통제하려는 공산주의 시도를 격퇴하기 위한 미국 주도의 노력에 참여했다. 참석자 중에는 목사를 지낸 차임 포톡도 있었다. 그의 한국에서의 경험은 소설 《빛의 책》과 《나는 클레이》로 이어졌다.

## 21세기
대한민국의 대부분의 유대인 공동체는 서울에 거주한다. 그 공동체는 대부분 미군 군인들과 그들의 가족, 사업가들, 영어 기자들과 선생님들, 그리고 관광객들이다. 유대인 인구는 한국에 있는 미군 병사들의 교대로 인해 끊임없이 유동적이다. 군인들은 용산 육군 기지에 유대인 목사를 두고 있지만, 그들의 복무는 제한되어 있고 대부분의 민간인들에게는 출입이 금지되어 있다. 현재, 유대인 학교는 없다.
이스라엘은 대한민국과 완전한 외교 관계를 맺고 있으며, 그 나라의 상당한 기독교 인구 또한 그 나라들 사이의 유대를 강하게 유지하고 있다. 2005년 8월, 이스라엘에 대한 기독교인들의 지지를 촉진하는 예루살렘 정상회담이 서울에서 열렸다. 이와는 대조적으로, 이웃한 조선민주주의인민공화국은 국경 내에 유대인들을 알지 못한다.
.2008년 4월, 랍비 오셔 리츠만의 지시로 차바드 하우스가 처음으로 서울에 세워졌다. 그 나라에 유대교 회당이 없었기 때문에, 한국에 있는 유대인들은 안식일 식사와 휴일 예배를 위해 미군 기지로 가야만 했다. Chabad.org 뉴스 서비스는 주한 이스라엘 대사가 3명의 루바비치 예시바 학생들에게 영구적인 차바드 선교사들을 주선하는 것을 도와달라고 요청했다고 보도했다. 유대교를 종교로 생각하는 한국인은 극히 드물지만, 토라와 탈무드와 같은 유대인 작품에서 파생된 책들을 연구함으로써 유대인들의 높은 학문적 수준을 본받기를 희망하는 것으로 알려져 한국인들 사이에 철학이 만연해 있다. 교육에 대한 한국 사회의 열정과 함께, 한국인들은 유대인들을 매우 지적일 뿐만 아니라 학문적 우수성의 모델로 보는 고정관념을 가지고 있다. 그러나 언론인 데이브 하잔은 이를 조사했고 한국에서 반유대주의를 발견하지 못했다. 게다가, ADL의 대표인 에이브 폭스맨은 문화적 규범이 향후 조사를 위해 고려되어야 하는 응답자들의 대답에 영향을 미쳤다는 것을 인정했다.
게다가, 한국인들은 또한 유대인들을 성공적인 유대인 사업가들과 노벨상 수상자들의 불균형을 증거로 들고 유대인들을 높이 평가하고 이것을 한국 국민들이 유대인의 성공을 본받을 수 있는 영감으로 사용한다. 한국 언론은 종종 한국 대중에게 "유대인 교육"의 장점에 대해 논한다. 한국인들은 또한 가족에 대한 강한 강조뿐만 아니라 사회 경제적으로 성공하기 위한 지성과 독창성 외에는 아무것도 없이 역경에서 살아남아 억압받는 민족이 된 유대교의 고된 역사와 동일시한다.
2019년 대한민국 최초의 미크베가 개통되었다.
2022년 11월, 한 유대계 미국인 군인에 의해 평택에 최초로 카라임족 공동체가 설립되었다.

## 같이 보기
- 대한민국의 종교